# Try Me, I Know We Can Make It
«Try Me, I Know We Can Make It» (en español: «Pruébame, yo sé que podemos hacerlo») es el segundo y último sencillo del álbum A Love Trilogy de la cantante Donna Summer. La cantante se incursionó en la música disco con su álbum Love to Love You Baby, lanzando el sencillo del mismo nombre que tuvo bastante éxito y que bordeaba los 18 minutos de duración. Tras la popularidad de la canción (y también su éxito en formato 12") Summer repite el formato con su siguiente álbum y con este sencillo. De hecho, "Try Me" dura un poco más que "Love to Love You Baby" (alcanza los 17 minutos). Versiones editadas fueron lanzadas en formato 7".
La canción alcanzó el #80 en la lista Hot 100 de Billboard y el #35 en la lista soul. La canción se hizo más popular en las audiencias disco, convirtiéndose en el segundo sencillo de Summer en alcanzar el #1 en la lista dance en mayo de 1976, manteniéndose en ese puesto por 3 semanas.
El lado B pertenece a la canción "Wasted", escrita por Moroder con Bellotte y perteneciente al mismo álbum.

## En la cultura pop
- La canción se puede escuchar en la película Looking for Mr. Goodbar (1977).

## Sencillos
- US 7" sencillo (1976) Oasis OC 406[1]

1. «Try Me, I Know We Can Make It» - 4:14
2. «Wasted» - 5:10

- NL 7" sencillo (1976) Groovy GR 1221[2]

1. «Try Me, I Know We Can Make It» - 4:14
2. «Wasted» - 3:58

- 7" sencillo (1976) Ariola 5016 917[3]

1. «Try Me, I Know We Can Make It»
2. «Wasted»

- ITA 7" sencillo (1976) Durium DE 2879[4]

1. «Try Me, I Know We Can Make It» - 4:15
2. «Wasted» - 3:57

- FRA 7" sencillo (1976) Atlantic 10 794[5]

1. «Try Me, I Know We Can Make It» - 4:14
2. «Wasted» - 3:58

- GER 7" sencillo (1976) Atlantic ATL 10 794[6]

1. «Try Me, I Know We Can Make It» - 4:14
2. «Wasted» - 3:58

- ESP 7" sencillo (1978) Ariola 16917 A[7]

1. «Try Me, I Know We Can Make It» - 4:14
2. «Wasted» - 3:58

## Posicionamiento
| Lista/País (1976)             | Posición más alta |
| ----------------------------- | ----------------- |
| Alemania                      | 42                |
| Billboard Hot 100             | 80                |
| Billboard Hot Soul Singles    | 35                |
| Billboard Hot Dance Club Play | 1                 |

## Sucesión
| Predecesor: "Love Hangover" de Diana Ross | Billboard Hot Dance Club Play - Sencillo número uno 1 de mayo de 1976 - 15 de mayo de 1976 | Sucesor: "That's Where the Happy People Go" de The Trammps |